# Queenvic piccadilly
Espèce
Queenvic piccadilly est une espèce d'araignées aranéomorphes de la famille des Lamponidae.

## Distribution
Cette espèce est endémique d'Australie. Elle se rencontre en Nouvelle-Galles du Sud, dans le Territoire de la capitale australienne, au Victoria et dans le Sud-Est d l'Australie-Méridionale.

## Description
La femelle holotype mesure 2,6 mm et le mâle 2,7 mm.

## Étymologie
Son nom d'espèce lui a été donné en référence au lieu de sa découverte, Piccadilly Circus.

## Publication originale
- Platnick, 2000 : A relimitation and revision of the Australasian ground spider family Lamponidae (Araneae: Gnaphosoidea). Bulletin of the American Museum of Natural History, no 245, p. 1-330 (texte intégral).